# 鄒
鄒（すう）は、漢姓の一つ。

## 中国
一般的な姓で、2020年の中華人民共和国の第7回全国人口調査（国勢調査）に基づく姓氏統計によると中国で69番目に多い姓であり、423.28万人がいる。一方、台湾の2018年の統計では第84位で、32,385人がいる。

### 著名な人物
- 鄒衍 - 戦国時代の思想家。
- 鄒忌 - 戦国斉の相。
- 鄒陽（中国語版） - 前漢の学者、名文家。
- 鄒靖 - 後漢末の武将。
- 鄒守益（中国語版） - 明の学者。
- 鄒伯奇 - 清末の科学者。
- 鄒魯 - 清末から中華民国の政治家・革命家。
- 鄒容 - 清末の革命家。
- 鄒作華 - 中華民国の軍人・政治家。
- 鄒韜奮 - 中華民国のジャーナリスト。
- レイモンド・チョウ（鄒文懐） - 香港の映画プロデューサー・実業家。
- 鄒市明 - 中華人民共和国のボクサー。
- 鄒凱 - 中華人民共和国の体操選手。
- コリン・チョウ（鄒兆龍）- 台湾出身の香港の俳優。
- 鄒舒 - 中華人民共和国のアナリスト

### 架空の人物
- 鄒淵 - 『水滸伝』の登場人物。
- 鄒潤 - 『水滸伝』の登場人物。

## 朝鮮
鄒（チュ、朝鮮語: 추, ラテン文字転写: Chu）は、朝鮮人の姓の一つである。

### 氏族
『三国史記』には高句麗大武神王の代の沸流族長に鄒勃素がおり、また後百済甄萱の部下に鄒許祖がいたが、現在の鄒氏との関連はわからない。『陶谷叢説』には記載がない。
2015年の韓国の調査によると、慶州鄒氏は6人、残りの72人の本貫は不明。

### 人口と割合
1930年度国勢調査当時初めて現れ慶北尚州郡洛東面城東理に鄒石崇1世帯があった。
| 年度   | 人口 | 世帯数 | 順位         | 割合 |
| ------ | ---- | ------ | ------------ | ---- |
| 1930年 |      | 73世帯 |              |      |
| 1960年 | 67人 |        | 258姓中214位 |      |
| 1985年 | 25人 |        | 274姓中251位 |      |
| 2000年 |      |        |              |      |
| 2015年 | 78人 |        |              |      |